# Alyssum mozaffarianii
Alyssum mozaffarianii là một loài thực vật có hoa trong họ Cải. Loài này được Kavousi mô tả khoa học đầu tiên năm 2001.